# Joel Allansson
Joel Emil Martin Allansson, född 3 november 1992 i Nybro, är en svensk fotbollsspelare (mittfältare) som spelar för Halmstads BK.

## Klubbkarriär
Allanssons moderklubb är Nybro IF, han kom 2008 till IFK Göteborgs juniorlag. Han gjorde allsvensk debut i maj 2011 som högerback i en hemmamatch för IFK Göteborg mot Trelleborg, men spelade senare under säsongen främst som mittfältare i laget. I juni 2011 flyttades Allansson upp till IFK Göteborgs A-lag permanent då han tecknade ett avtal på fyra och ett halvt år med klubben. Allansson hade i landslagssammanhang fram till 19 augusti 2011 spelat 11 J-landskamper och 4 P-landskamper för Sverige. I maj 2012 gjorde Allansson sitt första allsvenska mål inför hemmapublik mot GIF Sundsvall.
I december 2014 skrev han på ett 3,5-årskontrakt för danska Randers FC. I juli 2018 förlängde han sitt kontrakt med ett halvår.
Den 24 december 2018 värvades Allansson av Halmstads BK, där han skrev på ett ettårskontrakt med option på ytterligare ett år. I juli 2019 förlängde Allansson sitt kontrakt fram över säsongen 2021. Han spelade 29 ligamatcher och gjorde två mål under säsongen 2020, då Halmstads BK blev uppflyttade till Allsvenskan. I januari 2021 förlängde Allansson sitt kontrakt till 2023. I maj 2023 förlängde han sitt kontrakt med ytterligare två år.

## Landslagskarriär
Den 8 januari 2017 debuterade Allansson i Sveriges A-landslag i en 2–1-förlust mot Elfenbenskusten, där han blev inbytt i den 74:e minuten mot Kristoffer Olsson.